# Steinfeld (Bawaria)
Steinfeld – miejscowość i gmina w Niemczech, w kraju związkowym Bawaria, w rejencji Dolna Frankonia, w regionie Würzburg, w powiecie Main-Spessart, wchodzi w skład wspólnoty administracyjnej Lohr am Main. Leży około 8 km na zachód od KArlstadt.

## Dzielnice
W skład gminy wchodzą trzy dzielnice: 
- Hausen
- Steinfeld
- Waldzell

## Demografia
| Rok  | Liczba mieszk. |
| ---- | -------------- |
| 1970 | 1991           |
| 1987 | 2060           |
| 2000 | 2277           |
| 2005 | 2296           |

## Współpraca
Miejscowości partnerskie:
- Chauvigné, Francja (od 1992)

## Oświata
(na 1999)

W gminie znajduje się 100 miejsc przedszkolnych (z 93 dziećmi) oraz szkoła podstawowa (7 nauczycieli, 124 uczniów).